# Primera División de Venezuela 1966
La temporada 1966 de Primera División fue la décima edición de la máxima categoría del Fútbol Profesional Venezolano.

## Equipos participantes
| Club                | Estado           |
| ------------------- | ---------------- |
| Aragua F.C.         | Aragua           |
| Deportivo Galicia   | Distrito Federal |
| Deportivo Italia    | Distrito Federal |
| Deportivo Portugués | Distrito Federal |
| Lara F.C.           | Lara             |
| Litoral F.C.        | Distrito Federal |
| Nacional F.C.       | Distrito Federal |
| U.D. Canarias       | Distrito Federal |
| Valencia F.C.       | Carabobo         |

## Historia
Fue jugada por nueve equipos a tres ronda todos contra todos, disputando cada uno 28 partidos. El Campeón y el subcampeón clasificaron a la Primera ronda de la Copa Libertadores 1967
Participaron los equipos de la temporada anterior menos La Salle que desapareció, se unen por primera vez el Nacional F.C. y el Litoral F.C.. El Tiquire Flores cambia de nombre a Aragua F.C. o Atlético Aragua
No se tiene referencias válidas ni información del porqué el Deportivo Galicia clasificó a Copa Libertadores 1967 en vez del Deportivo Portugués.
El Deportivo Italia alcanzó su tercera corona con el técnico brasileño Orlando Fantoni.

Deportivo Italia

Campeón
3.er título

## Tabla Acumulada
| Pos | Equipo               | J  | G  | E  | P  | GF | GC | DG  | Ptos |
| --- | -------------------- | -- | -- | -- | -- | -- | -- | --- | ---- |
| 1   | Deportivo Italia (C) | 24 | 15 | 5  | 4  | 46 | 27 | 19  | 35   |
| 2   | Deportivo Portugués  | 24 | 12 | 8  | 4  | 52 | 31 | 21  | 32   |
| 3   | Deportivo Galicia    | 24 | 12 | 8  | 4  | 42 | 22 | 20  | 32   |
| 4   | Lara F.C.            | 24 | 10 | 5  | 9  | 43 | 36 | 7   | 25   |
| 5   | U.D. Canarias        | 24 | 9  | 6  | 9  | 27 | 32 | -5  | 24   |
| 6   | Valencia F.C.        | 24 | 8  | 7  | 9  | 36 | 41 | -5  | 23   |
| 7   | Nacional F.C. (D)    | 24 | 3  | 12 | 9  | 25 | 34 | -9  | 18   |
| 8   | Litoral F.C.         | 24 | 5  | 5  | 14 | 22 | 50 | -28 | 15   |
| 9   | Aragua F.C.          | 24 | 2  | 8  | 14 | 20 | 41 | -21 | 12   |

|  | Campeón, clasificado para la Copa Libertadores 1967.    |
|  | Subcampeón, clasificado para la Copa Libertadores 1967. |
|  | (D) : Desaparece al final de la temporada.              |